# Eddy Ko
Eddy Ko, de son vrai nom Ho Yiu-sum, (何耀深, né le 13 décembre 1947 à Zhongshan, Guangdong), est un acteur hongkongais.
Il est principalement connu en Occident pour son rôle de l'immigrant illégal chinois Mr Hong dans L'Arme fatale 4 (1998).

## Biographie
Il commence sa carrière en 1968 à la Shaw Brothers et adopte le nom d'artiste Ko Hung. Il rejoint la chaîne TVB et joue dans de nombreuses séries TV. En 1990, il rejoint la chaîne rivale ATV (en) où il travaille jusqu'en 1995. En 2000, il retourne à TVB et joue à nouveau dans de nombreuses séries TV. Il est parfois crédité sous les noms Ko Hung, Gao Xiong, Eddie Ko, Edward Ko, et Lin Sheng.
Au sein de la communauté chinoise, son rôle le plus connu est celui de Huo Yuanjia, le mentor de Chen Zhen (en) dans la série Fist of Fury (en) de 1995, ce qui l'a conduit à apparaître dans des rôles similaires de mentor d'arts martiaux par la suite.
Il émigre avec sa famille au Canada et joue en 1998 un immigrant illégal dans L'Arme fatale 4, son premier rôle international.

## Filmographie

### Cinéma
| Année | Titre                                     | Rôle                               | Notes                                                                          |
| ----- | ----------------------------------------- | ---------------------------------- | ------------------------------------------------------------------------------ |
| 1971  | The Blade Spares None                     |                                    |                                                                                |
| 1971  | The Invincible Iron Palm                  |                                    |                                                                                |
| 1971  | The Comet Strikes                         |                                    |                                                                                |
| 1971  | Thirty Six Killers                        |                                    | aussi connu sous le titre Story of the Thirty Six Killers                      |
| 1972  | The Roaring Lion                          |                                    |                                                                                |
| 1972  | The Invasion                              |                                    | aussi connu sous le titre The Bold Brothers                                    |
| 1972  | The Notorious Ones                        |                                    |                                                                                |
| 1972  | Life and Death                            |                                    | aussi connu sous les titres Bloody Duel: Life and Death et The Bloody Fight    |
| 1972  | The Peeper, the Model and the Hypnotist   |                                    |                                                                                |
| 1973  | Thunderbolt                               |                                    |                                                                                |
| 1973  | A Gathering of Heroes                     |                                    |                                                                                |
| 1973  | Knight Errant                             |                                    |                                                                                |
| 1973  | The Smugglers                             |                                    |                                                                                |
| 1974  | Chinese Kung Fu Against Godfather         |                                    | aussi connu sous le titre Fist of Fury in China                                |
| 1974  | The Virgin Mart                           |                                    | aussi connu sous le titre Fan Mai Ren Kou                                      |
| 1975  | The Young Rebel                           |                                    |                                                                                |
| 1975  | The Monk                                  |                                    |                                                                                |
| 1975  | Female Fugitive                           |                                    |                                                                                |
| 1976  | Mr Boo détective privé                    | le sous-fifre d'Oncle Neuf         |                                                                                |
| 1976  | End of the Wicked Tigers                  |                                    |                                                                                |
| 1976  | The Big Family                            |                                    |                                                                                |
| 1977  | Battle Wizard                             |                                    |                                                                                |
| 1979  | The Butterfly Murders                     | Guo, le feu magique                |                                                                                |
| 1979  | The Deadly Breaking Sword                 |                                    |                                                                                |
| 1979  | La Vengeance de l'aigle                   | Wan Da                             | entretien de 13 minutes avec Eddy Ko sur le DVD en version française           |
| 1979  | Sleeping Fist                             |                                    |                                                                                |
| 1979  | Law Don                                   |                                    |                                                                                |
| 1980  | The Sword                                 | Ching Ti-yi                        |                                                                                |
| 1980  | The Chief                                 | The Chief                          |                                                                                |
| 1980  | The Jade Fox                              |                                    |                                                                                |
| 1980  | The Thundering Mantis                     |                                    | aussi connu sous le titre Mantis Fist Fighter                                  |
| 1980  | The Master                                | Pupil of Shi (Ko Han)              | aussi connu sous le titre 3 Evil Masters                                       |
| 1980  | San Mao Liu Lang Ji                       | Mr. Chu                            |                                                                                |
| 1981  | The Postman Strikes Back                  | Hu                                 |                                                                                |
| 1981  | Hitman in the Hand of Buddha              | oncle 33                           |                                                                                |
| 1981  | The Phantom Killer                        | capitaine Chao                     |                                                                                |
| 1981  | Art of War by Sun Tzu                     |                                    |                                                                                |
| 1982  | Demi-Gods and Semi-Devils                 | Kau Mo-chit                        |                                                                                |
| 1982  | Health Warning                            | The Master                         | aussi connu sous le titre Digital Master, Flash Future Kung Fu                 |
| 1982  | Duel to the Death                         | Kenji                              |                                                                                |
| 1982  | The Postman Strikes Back                  | Hu                                 |                                                                                |
| 1982  | Miracle Fighters                          | le garde royal Kao                 |                                                                                |
| 1983  | The Champions                             | oncle Tong                         |                                                                                |
| 1983  | Little Dragon Maiden                      | Da'erba                            |                                                                                |
| 1983  | Mad Mad 83                                |                                    |                                                                                |
| 1983  | Shaolin Drunkard                          | maître Lee                         |                                                                                |
| 1983  | Lone Ninja Warrior                        |                                    | aussi connu sous les titres Faster Blade, Poisonous Darts et The Demon Fighter |
| 1985  | It's a Drink, It's a Bomb                 | le tueur barbu                     |                                                                                |
| 1985  | Hong Yun Dang Tou                         | le professeur                      |                                                                                |
| 1986  | Les Larmes d'un héros                     | Chan Chung                         |                                                                                |
| 1987  | Flaming Brothers                          |                                    |                                                                                |
| 1988  | Peacock King                              | Jigume                             |                                                                                |
| 1988  | Ruthless Law                              |                                    |                                                                                |
| 1989  | Iron Butterfly, Part 2: See No Daylight   | Kurada                             |                                                                                |
| 1989  | Ghost Fever                               | Johnny Fan                         |                                                                                |
| 1989  | Burning Ambition                          | Kau Chen                           |                                                                                |
| 1989  | Casino Raiders                            | Dents d'or                         |                                                                                |
| 1989  | Live Hard                                 | l'homme de fer                     |                                                                                |
| 1989  | A Punch to Revenge                        |                                    |                                                                                |
| 1989  | Life Goes On                              |                                    |                                                                                |
| 1989  | Dark Side of Chinatown                    | Hung                               |                                                                                |
| 1990  | Vampire Settle on the Police Camp         | Chan                               |                                                                                |
| 1991  | Spiritually a Cop                         |                                    |                                                                                |
| 1991  | Lee Rock                                  | l'instructeur de la police         |                                                                                |
| 1991  | Mission Kill                              | Ngon                               | aussi connu sous les titres Angel Force et Mission of Condor                   |
| 1991  | Dreaming the Reality                      | Fok                                |                                                                                |
| 1992  | Evil Black Magic                          | La Pin                             |                                                                                |
| 1992  | Un couple explosif                        | Yang Ching                         |                                                                                |
| 1992  | Cheetah on Fire                           | Fok Chi-Kien                       |                                                                                |
| 1992  | Mountain Warriors                         |                                    |                                                                                |
| 1993  | Swordsman 3                               | Chin                               |                                                                                |
| 1993  | La Mariée aux cheveux blancs              | Wu San-kuei                        |                                                                                |
| 1993  | Executioners                              | le vice-président                  |                                                                                |
| 1993  | La Mariée aux cheveux blancs 2            | Wu San-kuei                        |                                                                                |
| 1994  | Master of Zen                             | le père de Bodhidharma             |                                                                                |
| 1995  | Jackie Chan dans le Bronx                 | l'acheteur potentiel sur le marché |                                                                                |
| 1996  | Evening Liaison                           | Edward Ko                          |                                                                                |
| 1996  | The Hero of Swallow                       |                                    |                                                                                |
| 1998  | L'Arme fatale 4                           | grand-père Hong                    |                                                                                |
| 1998  | A Killer's Expiry Date                    |                                    |                                                                                |
| 1999  | L'Arme fatale 4                           | Lung                               |                                                                                |
| 2003  | PTU                                       |                                    |                                                                                |
| 2003  | Night Corridor                            | père Chan                          |                                                                                |
| 2004  | Explosive City                            |                                    |                                                                                |
| 2004  | Cop Unbowed                               | Mr. Dick                           |                                                                                |
| 2004  | To My Dearest Father                      | oncle Gun                          |                                                                                |
| 2006  | Lethal Ninja                              | Ba-jiu                             |                                                                                |
| 2007  | Mad Detective                             | l'officier à la retraite           | caméo                                                                          |
| 2007  | Wonder Woman                              | président Chan                     |                                                                                |
| 2007  | The Counting House                        | Andrew                             |                                                                                |
| 2007  | Masters of Science Fiction: The Awakening | le chef chinois                    | série d'anthologie américaine                                                  |
| 2008  | Shaolin Basket                            | le maître de Fang                  |                                                                                |
| 2008  | Le Fils du dragon                         | seigneur Shing                     | pour Hallmark Movies & Mysteries                                               |
| 2009  | Largo Winch                               | le tatoueur                        |                                                                                |
| 2015  | Seul sur Mars                             | Guo Ming                           |                                                                                |
| 2016  | Window Horses                             | Stephen                            | voix                                                                           |
| 2020  | Warriors of Future                        |                                    |                                                                                |

### Télévision
| Année | Titre                                          | Rôle                 | Chaîne   | Notes                |
| ----- | ---------------------------------------------- | -------------------- | -------- | -------------------- |
| 1980  | Tai Chi Master                                 | le moine Jai-sum     | RTV      |                      |
| 1981  | The Big Boss                                   | Chien Bat            | TVB      |                      |
| 1982  | The Magic Crane                                |                      | RTV      |                      |
| 1982  | Demi-Gods and Semi-Devils                      | Kung-ye Kon          | TVB      |                      |
| 1982  | The Legend of the Condor Heroes                | Chuen Kam-fat        | TVB      |                      |
| 1983  | The Return of the Condor Heroes                | Fung Mut-fung        | TVB      |                      |
| 1984  | The Legend Continues                           | Tam Wing-git         | TVB      |                      |
| 1985  | Chor Lau-heung                                 | Hu Tiehua            | CTV      |                      |
| 1986  | New Heavenly Sword and Dragon Sabre            | Monk Kok-yuen        | TVB      |                      |
| 1986  | The Unyielding Master Lim                      | maître Lim           | TVB      |                      |
| 1987  | When Silken Hands Get Rough                    | Goo Jat-yun          | TVB      |                      |
| 1987  | Foundling's Progress                           | Nip Dong-shing       | TVB      |                      |
| 1987  | The Dragon Sword                               | Yong Siu-tin         | TVB      |                      |
| 1987  | Police Cadet '88                               | Bin Shing            | TVB      |                      |
| 1988  | The Saga of the Lost Kingdom                   | Dan Fu               | TVB      |                      |
| 1988  | Military Power                                 |                      | TVB      |                      |
| 1988  | Flame of Fury                                  |                      | TVB      |                      |
| 1989  | Deadly Secret                                  | Mui Nim-sang         | TVB      |                      |
| 1989  | The Final Combat                               | Ngai Ding-san        | TVB      |                      |
| 1989  | Greed                                          | Yung Tung-shing      | TVB      |                      |
| 1990  | No Way Out                                     |                      | TVB      |                      |
| 1990  | Road to Eternity                               | Tam Mei's partner    | TVB      |                      |
| 1990  | The Blood Sword                                | général Shan Dan     | ATV      |                      |
| 1991  | Rebuilding Prosperity                          | Lam                  | ATV      |                      |
| 1991  | Who's the Winner                               | Fong Jan             | ATV      |                      |
| 1991  | Shanghai 1949                                  |                      | ATV      |                      |
| 1992  | Spirit of the Dragon                           |                      | ATV      |                      |
| 1992  | Who's the Winner 2                             | Hung Ying            | ATV      |                      |
| 1992  | Who's the Winner 3                             | Cheung Kuen          | ATV      |                      |
| 1992  | Police Story                                   |                      | ATV      |                      |
| 1992  | Dragon: The Bruce Lee Story                    | Yim Sing-nam         | ATV      |                      |
| 1992  | Mythical Crane, Magic Needle '92               | Nam Hoi-ping         | ATV      |                      |
| 1993  | Reincarnated 2                                 | Tong Bak-chuen       | ATV      |                      |
| 1993  | Police Story 2                                 |                      | ATV      |                      |
| 1994  | Secret Battle Of The Majesty                   | Miu Lo-sam           | ATV      |                      |
| 1994  | Heroic Legend of the Yang's Family             | Yeung Yin-chiu       | ATV      |                      |
| 1995  | Fist of Fury                                   | Fok Yuen-gap         | ATV      |                      |
| 1995  | Outlaw Hero                                    | Cho Hin-lung         | ATV      |                      |
| 1996  | King of Gamblers                               | Dr. Koo Ting-foon    | ATV      |                      |
| 1996  | State of Divinity                              |                      | TVB      |                      |
| 1997  | The Snow is Red                                | Sheung-koon Tin-pang | ATV      |                      |
| 1998  | Legend of Dagger Li                            | Sheung-koon Kam-hung |          | série TV chinoise    |
| 1999  | Ten Tigers of Canton                           | Wong Kei-ying        | ATV      |                      |
| 2000  | The Legendary Four Aces                        | Lin Wong             | TVB      |                      |
| 2002  | A Herbalist Affair                             | Cheung Wai-on        | TVB      |                      |
| 2002  | Network Love Story                             | Yeung Shing-hay      | TVB      |                      |
| 2002  | Lofty Waters Verdant Bow                       | Mang San-tung        | TVB      |                      |
| 2002  | The Monkey King: Quest for the Sutra           | empereur Tong        |          |                      |
| 2003  | The 'W' Files                                  | Boss Pak             | TVB      |                      |
| 2003  | Vigilante Force                                | Luk Kin-mou          | TVB      |                      |
| 2003  | Riches and Stitches                            | Sun Pak-chuen        | TVB      |                      |
| 2003  | Fate Twisters                                  | Choi Wing-chi        | TVB      |                      |
| 2004  | Split Second                                   | Wong Chun-yeung      | TVB      |                      |
| 2004  | Heroes of Sui and Tang                         | Lo Ngai              | CTV      |                      |
| 2005  | The Gentle Crackdown                           | Man Chun-fong        | TVB      |                      |
| 2005  | The Dragon Heroes                              | l'empereur           |          | série TV chinoise    |
| 2006  | Lethal Weapons of Love and Passion             | empereur Hongwu      | TVB      |                      |
| 2006  | Au Revoir Shanghai                             | Ku Cheung-shing      | TVB      |                      |
| 2006  | Hong Kong Special Cases: The Daughter Murderer | Chan Keung           | ATV      |                      |
| 2006  | The Patriotic Knights                          | Jiang Haitian        |          | série TV chinoise    |
| 2007  | Devil's Disciples                              | Pak Tong-ngo         | TVB      |                      |
| 2008  | Legacy Of Time                                 | Lau Kai-ming         | Astro    | série TV malaisienne |
| 2009  | Lion and Heart                                 | Man Tin-cheung       | NTV7     | série TV malaisienne |
| 2009  | In the Chamber of Bliss                        | Suen Man             | TVB      | caméo                |
| 2012  | Xuan-Yuan Sword: Scar of Sky                   | Chen Fu              | Hunan TV |                      |
| 2013  | The Demi-Gods and Semi-Devils                  | le moine balayeur    |          | série TV chinoise    |